# Ivanjica
Ivanjica (ćir.: Ивањица) je grad i središte istoimene općine u Moravičkom okrugu u Srbiji.

## Stanovništvo
U Ivanjici živi 12.350 stanovnika, od toga 9.476 punoljetna stanovnika, a prosječna starost stanovništva iznosi 35,5 godina (35,0 kod muškaraca i 36,1 kod žena). U naselju ima 3.756 domaćinstava, a prosječan broj članova po domaćinstvu je 3,29.
Prema popisu stanovništva iz 1991. godine u gradu je živjelo 11.093 stanovnika.
| Etnički sastav 2002. |            |        |
| Narod                | Stanovnika | %      |
| Srbi                 | 12.226     | 98,99% |
| Romi                 | 24         | 0,19%  |
| Crnogorci            | 23         | 0,18%  |
| Jugoslaveni          | 17         | 0,13%  |
| Makedonci            | 8          | 0,06%  |
| Goranci              | 7          | 0,05%  |
| Hrvati               | 5          | 0,04%  |
| Muslimani            | 3          | 0,02%  |
| ostali               | 5          | 0,04%  |
| nepoznato            | 17         | 0,13%  |

| broj stanovnika | 1532  | 1829  | 2082  | 5507  | 8765  | 11093 | 12350 |
|                 | 1948. | 1953. | 1961. | 1971. | 1981. | 1991. | 2001. |

## Vanjske poveznice
- Službene stranice grada